# Tapio Mikkonen
Tapio Mikkonen ist ein ehemaliger finnischer Skispringer.
Mikkonen bestritt in der Weltcup-Saison 1979/80 sein einziges Weltcup-Springen. Beim Skifliegen in Vikersund erreichte er den 14. Platz. Dadurch erhielt er 18 Weltcup-Punkte und stand am Ende der Saison auf Platz 51. der Weltcup-Gesamtwertung.

## Erfolge

### Weltcup-Platzierungen
| Saison  | Platz | Punkte |
| ------- | ----- | ------ |
| 1979/80 | 50.   | 18     |